# Xã Lon Norris, Quận Sebastian, Arkansas
Xã Lon Norris (tiếng Anh: Lon Norris Township) là một xã thuộc quận Sebastian, tiểu bang Arkansas, Hoa Kỳ. Năm 2010, dân số của xã này là 8.133 người.